# Daniel Sampayo Sánchez
Daniel Sampayo Sánchez (Heroica Matamoros, Tamaulipas; 10 de noviembre de 1975) es un político mexicano miembro del Partido Revolucionario Institucional. Es Administración de Empresas por la Universidad de Texas en Brownsville.

## Biografía
Nació en H. Matamoros Tamaulipas el 10 de noviembre de 1975, es hijo de  Rafael Sampayo y de la Elba Leticia Sánchez Ruelas, es licenciado en Administración de Empresas por la Universidad de Texas.

## Experiencia Legislativa
- Diputado local de la LXI Legislatura por el XII Distrito Electoral, Matamoros Sur del 2011-2013[1]

## Trayectoria Administrativa
- 10º Regidor del Republicano Ayuntamiento de Matamoros del  2008-2010.[2]
- Representante del Congreso de Tamaulipas en el Consejo de Administración de la Junta de Aguas y Drenaje de Matamoros.[3]
- Delegado del Instituto Tamaulipeco de Vivienda y Urbanismo (ITAVU) en H. Matamoros.[4]